# NGC 7069
NGC 7069 est une galaxie lenticulaire relativement éloignée et située dans la constellation du Verseau. Sa vitesse par rapport au fond diffus cosmologique est de 8 950 ± 49 km/s, ce qui correspond à une distance de Hubble de 132,0 ± 9,3 Mpc (∼431 millions d'al). NGC 7069 a été découverte par l'astronome allemand Albert Marth en 1863.
Selon la base de données Simbad, NGC 7069 est une une galaxie LINER, c'est-à-dire une galaxie dont le noyau présente un spectre d'émission caractérisé par de larges raies d'atomes faiblement ionisés. 
À ce jour, une mesure non basée sur le décalage vers le rouge (redshift) donne une distance d'environ 84,900 Mpc (∼277 millions d'al). Cette valeur est loin à l'extérieur des valeurs de la distance de Hubble. Notons que c'est avec la valeur moyenne des mesures indépendantes, lorsqu'elles existent, que la base de données NASA/IPAC calcule le diamètre d'une galaxie et qu'en conséquence le diamètre de NGC 7069 pourrait être d'environ 51,8 kpc (∼169 000 al) si on utilisait la distance de Hubble pour le calculer.